# Cantón Eloy Alfaro
Eloy Alfaro es un cantón que está ubicado al norte de la Provincia de Esmeraldas, en Ecuador. Su cabecera cantonal es la ciudad de Valdez más conocida como Limones .
Las principales poblaciones son Borbón, Maldonado, Selva Alegre, Playa de Oro, Atahualpa, Zapallo Grande, San Francisco del Onzole, Santo Domingo del Onzole y Santa Lucía de Las Peñas. Estas poblaciones están distribuidas a lo largo de la cuenca del Río Santiago, donde confluyen además el Río Cayapas y el Río Onzole.

## Geografía
Con una extensión territorial de 4.302 km² el cantón Eloy Alfaro se ubica en la zona norte de la provincia de Esmeraldas. Su clima que oscila entre los 20 a 35 °C da la bienvenida a quienes quieren visitar sus manglares, reconocidos entre los más altos del mundo, que han llegado a medir hasta 64 metros desde la base.
Todo su territorio encierra una gran biodiversidad, lo que ha exigido que se declaren las reservas Ecológica Cotacachi-Cayapas y Ecológica Manglares Cayapas-Mataje, donde además están los más grandes ríos de la provincia verde: el Santiago, el Onzole y el Cayapas. La población, según la zona, se dedica a la ganadería, agricultura, pesca y el turismo. Eloy Alfaro es muy conocido por las manifestaciones culturales ancestrales que aún se mantienen en cada rincón de esta tierra, desde las tradiciones orales hasta su peculiar gastronomía, que complementan la belleza de los parajes naturales del sector.
Reserva Ecológica Manglares Cayapas-Mataje
Declarada Reserva Ecológica en octubre de 1995, en reconocimiento al patrimoniocultural sobresaliente de los pueblos ancestrales asentados en el territorio, los recursos arqueológicos, paisajísticos y por la importancia del ecosistema manglar en el que predomina el mangle rojo, negro y blanco. Más del 60% de la región noroccidental de Esmeraldas posee un alto grado de endemismo, es decir que alberga especies únicas del lugar. Predominan tres tipos de formaciones vegetales: manglar, guandal y bosque verde de tierras bajas. La diversidad de la fauna de agua dulce y marina está representada con 66 especies, 52 mamíferos, 153 aves, 36 anfibios y reptiles.
Reserva Ecológica Cotacachi-Cayapas
Creada el 29 de agosto de 1968, con una extensión de 243.638 hectáreas y compartiendo territorio entre Eloy Alfaro y San Lorenzo en la provincia de Esmeraldas y con la provincia de
Imbabura, cubre un extenso rango altitudinal y por tanto, una diversidad de ecosistemas, razones que sustentaron su declaratoria como Reserva Ecológica.
Se ha convertido en el área de conservación más importante en los Andes Occidentales del Ecuador. El alto índice de especies en peligro ha hecho que esta área sea el hogar de más de 2.000 especies de plantas, entre las que sobresalen la vegetación selvática con árboles valiosos por su madera, como el chanul, guayacán, caoba, chalviande, pambil, matapalos, roble, y balsa; y más de 500 especies de aves, entre ellas el saltarín coroniazul, ermitaño bigotiblanco, loro y pájaro toro y es el hábitat de diversidad de animales, como el mono aullador, conejo de monte, guanta, guatusa, tapires, tigrillos, osos hormigueros, nutrias, boas y jaguares.

## División política

### Parroquia urbana
- Valdez (cabecera cantonal)

### Parroquias rurales
- Anchayacu
- Atahualpa
- Borbón
- Colón Eloy del María
- La Tola
- Luis Vargas Torres
- Maldonado
- Pampanal de Bolívar
- San Francisco de Onzole
- San José de Cayapas
- Santa Lucía de las Peñas
- Santo Domingo de Onzole
- Selva Alegre
- Telembí
- Timbiré

## Demografía
La composición étnica de la población está formada por afrodescendientes, chachis, éperas, especialmente en las riveras de los ríos Cayapas, Onzole y Santiago, así como colonos mestizos.  se distribuyen comunidades 
Artesanías
Los principales materiales utilizados son la rampira, piquigua, palma, tagua, caña guadúa, coco, chonta, conchillas del mar, balsa, semillas de árboles frutales y maderables de la zona, materiales procedentes de las diferentes parroquias del cantón Eloy Alfaro, principalmente de Cayapas, Santo Domingo de Onzole, Telembí y Trinidad. Su venta se realiza principalmente en sitios de uso público como playas y talleres de los artesanos. La diversidad de productos va desde instrumentos musicales étnicos, como el bombo, guasá, cununo, marimba, palo de agua; hasta canastas, collares, aretes, lámparas o floreros.
Gastronomía
Una de sus especialidades es el Encocado de Minchilla, la minchilla es una especie de camarón que los pescadores buscan en los ríos Santiago o Cayapas. También conocido como camarón de río, es apreciado por su sabor y su distinguida apariencia. Es recolectado de manera artesanal y vendido en restaurantes donde se prepara, preferiblemente, como encocado.